# Otto Baltzer
Gottlob Otto Baltzer (* 17. August 1863 in Friedersdorf bei Frankfurt a. d. Oder; † 1. November 1934 in Brandenburg an der Havel) war ein deutscher evangelischer Pfarrer und Superintendent.

## Leben
Baltzer war der Sohn des Pastors Gottlob Otto Baltzer und dessen Ehefrau Helene geborene Nicolai. Seine Vorfahren väterlicherseits waren seit 1667 als Pfarrer tätig, während die Vorfahren der Mutter Rittergutspächter waren.
Nach dem Besuch des Klostergymnasiums in Magdeburg studierte Otto Baltzer Theologie an den Universitäten Leipzig und Berlin. Als Hauslehrer war er anschließend am Kandidatenkonvikt in Magdeburg tätig. Von 1887 bis 1889 absolvierte er seinen Wehrdienst in Berlin und wurde 1889 als Pfarrer in Weißig am Bober tätig. An der Evangelischen Fakultät in Breslau wurde er 1897 zum Lic. theol. promoviert.
Im Jahre 1902 wurde Otto Baltzer Pfarrer an der Klosterschule in Guben. 1913 wechselte er als Oberpfarrer und Superintendent an die St. Gotthardt-Kirche in Brandenburg an der Havel. Mit 70 Jahren trat er im Oktober 1933 in den Ruhestand. Ein Jahr später starb er.
Er war Mitglied der brandenburgischen Provinzialsynode und der Generalsynode der Evangelischen Kirche der Altpreußischen Union.

## Familie
Verheiratet war er seit 1889 mit Marie geborene Schenkel, Cousine von Friedrich Nietzsche. Aus der gemeinsamen Ehe ging 1892 die Tochter Eva hervor.

## Werke (Auswahl)
- Die Christologie des hl. Hilarius von Poitiers, 1889.
- Ausgewählte Sermone des Heiligen Bernhard über das Hohelied, Freiburg, Leipzig, 1893.
- Beiträge zur Geschichte der christologischen Dogmas im 11ten und 12ten Jahrhundert, 1899.
- Die Sentenzen des Petrus Lombardus, ihre Quellen und ihre dogmengeschichtliche Bedeutung, 1902.
- Praktische Eschatologie. Die christliche Hoffnung in der gegenwärtigen Evangeliumsverkündigung, Göttingen, 1908.
- Glaubensfragen. Drei Vorträge (= Sammlung gemeinverständlicher Vorträge und Schriften aus dem Gebiet der Theologie und Religionsgeschichte, Band 63), 1911.